# Psaliodes quinquelatera
Psaliodes quinquelatera là một loài bướm đêm trong họ Geometridae.